# Maria Liwo
Maria Janina Liwo (ur. 23 stycznia 1916 w Mielcu, zm. 29 stycznia 1984 w Rzeszowie) – polska prawniczka, działaczka organizacji narodowych, więźniarka gestapo, harcerka i działaczka konspiracji w czasie niemieckiej okupacji.

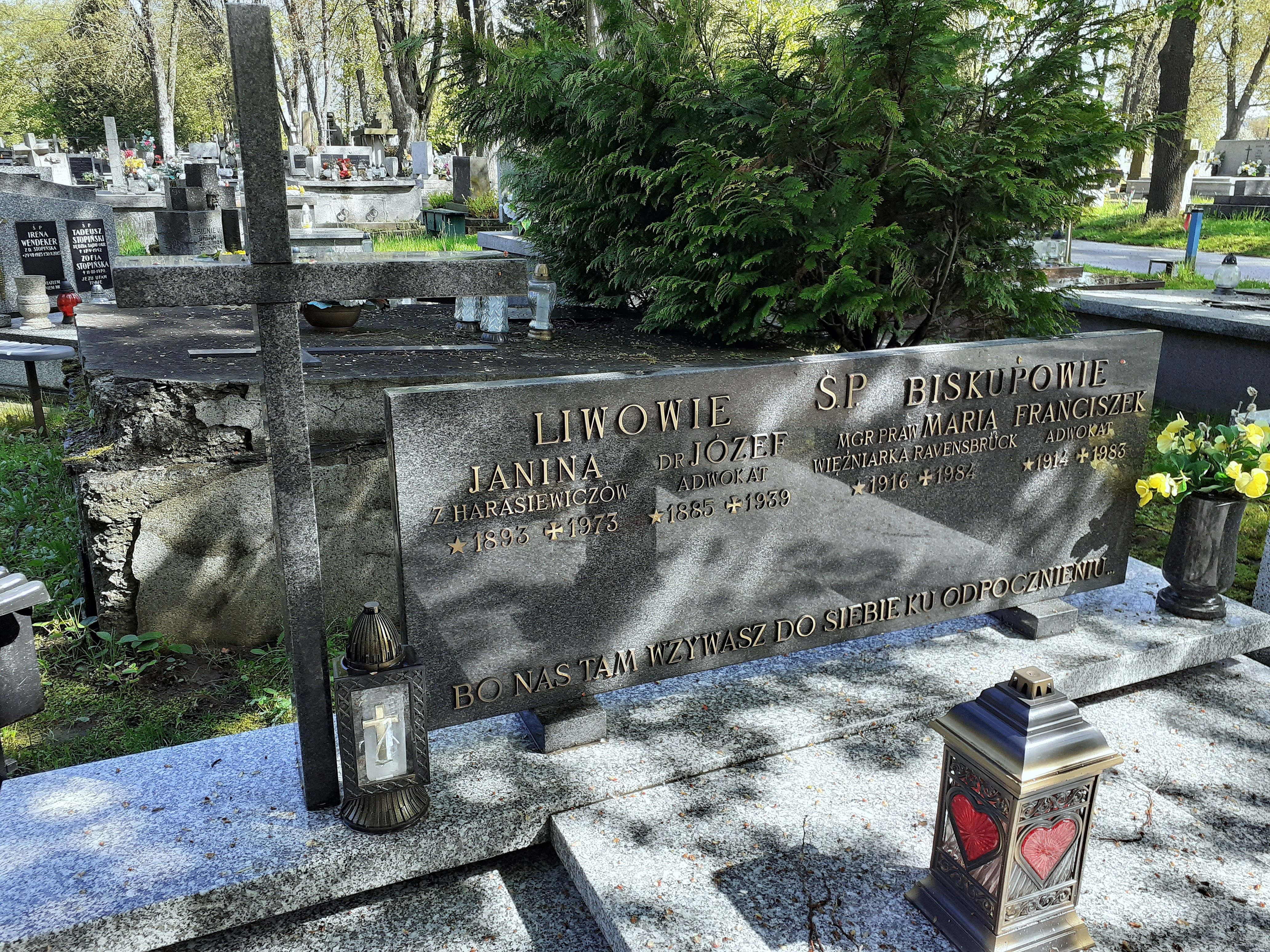
Grobowiec Józefa i Marii Liwo

## Życiorys
Urodziła się 23 stycznia 1916 w Mielcu w rodzinie Józefa i Janiny z domu Harasiewicz. Absolwentka Prywatnego Gimnazjum Żeńskiego w Rzeszowie (1934) i Wydziału Prawa UJ (luty 1939). Ponadto, w 1938 r. ukończyła dwuletnią Szkołę Nauk Politycznych przy Wydziale Prawa UJ. Działaczka Młodzieży Wszechpolskiej i Stronnictwa Narodowego. W marcu 1939 r. rozpoczęła aplikację sędziowską w Okręgowym Sądzie Apelacyjnym w Krakowie. Od początku okupacji niemieckiej organizowała pierwsze ogniwa narodowej konspiracji w Rzeszowie. 18 września 1940 aresztowana przez gestapo. Więziona w Rzeszowie i Tarnowie, skąd w październiku 1941 r. została wywieziona do obozu w Ravensbrück. Od sierpnia 1943 przez kilka miesięcy pracowała w fabryce amunicji w Genthin. W obozie działała w konspiracyjnej drużynie harcerskiej „Mury". Po wyzwoleniu Ravensbrück, wiosną 1945 wróciła do Polski. Wznowiła w Rzeszowie aplikację sądową i pracowała jako asesor sądowy. W październiku 1948 r. została przeniesiona w stan spoczynku w związku z aresztowaniem jej brata, Mieczysława, działacza WiN. Do pracy zawodowej, tym razem jako radca prawny, wróciła po 1956.
Zmarła 29 stycznia 1984 w Rzeszowie. Pochowana na cmentarzu Pobitno w Rzeszowie.